# Manuel Corral y Mairá
Manuel Corral y Mairá (Madrid, 1862-Linares, 1926) fue un médico, periodista y escritor español.

## Biografía
Nacido en Madrid el 21 de abril de 1862, cursó sus estudios en la Universidad Central. Doctor en Medicina, fue redactor de La Correspondencia Militar (1894) y colaborador de La Correspondencia de España, Crónica de Badajoz (1890), Barcelona Cómica (1896), Veloz-Sport (1897), El Siglo Médico (1897-1899), ABC (1903), Heraldo de Madrid, El Genio Médico Quirúrgico, La Correspondencia Médica, Diario Médico Farmacéutico o La Vanguardia, entre otras publicaciones periódicas. Fue autor de varias obras de teatro. Falleció en abril de 1926 en la localidad jiennense de Linares, en la que se había instalado ya hacia 1897.